# 雨夜花
『雨夜花』（うやか、ウーヤーホエ、台湾語白話字：Ú-iā-hoe）または『雨の夜の花』（あめのよのはな）は、1934年に発表された台湾の民謡。作詞者は周添旺、作曲者は鄧雨賢で、日本統治時代の歌手・純純 （劉清香）のヒット曲である。現在は台湾語歌謡のうち、『望春風』と並んで最も代表性のある名曲であると言われる。

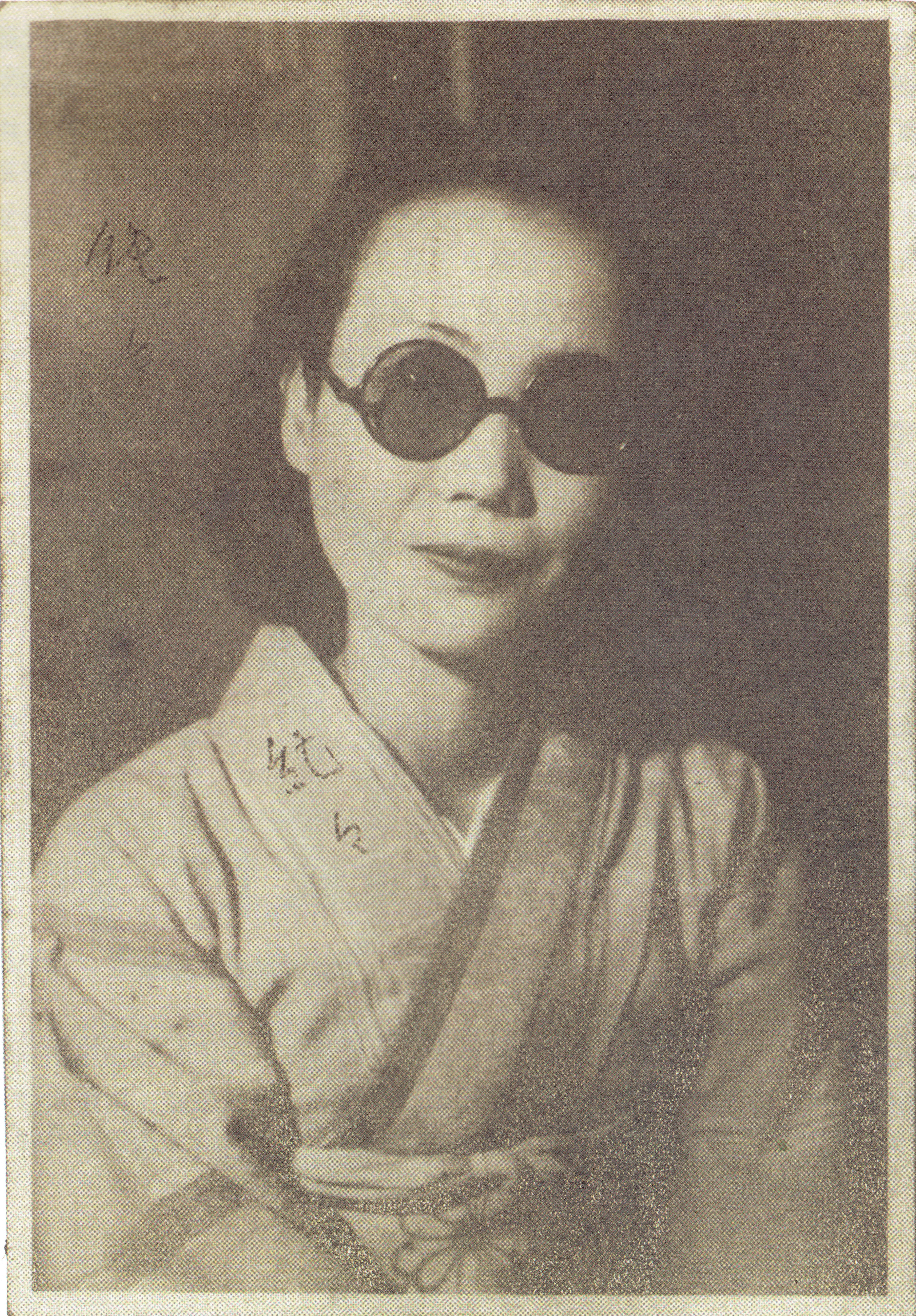
1937年頃の純純

## 解説
この歌はもともと詩人・廖漢臣の童謡・『春』に鄧雨賢が1933年に曲をつけたものであるが、この曲を聞いた周添旺は翌年に新しい歌詞をつけ、ヒット曲・『雨夜花』が作り上げられた。歌詞は駆け落ちした恋人に振られた後、花柳界に堕ちたある女性の運命を雨の夜の花に喩えたものである。

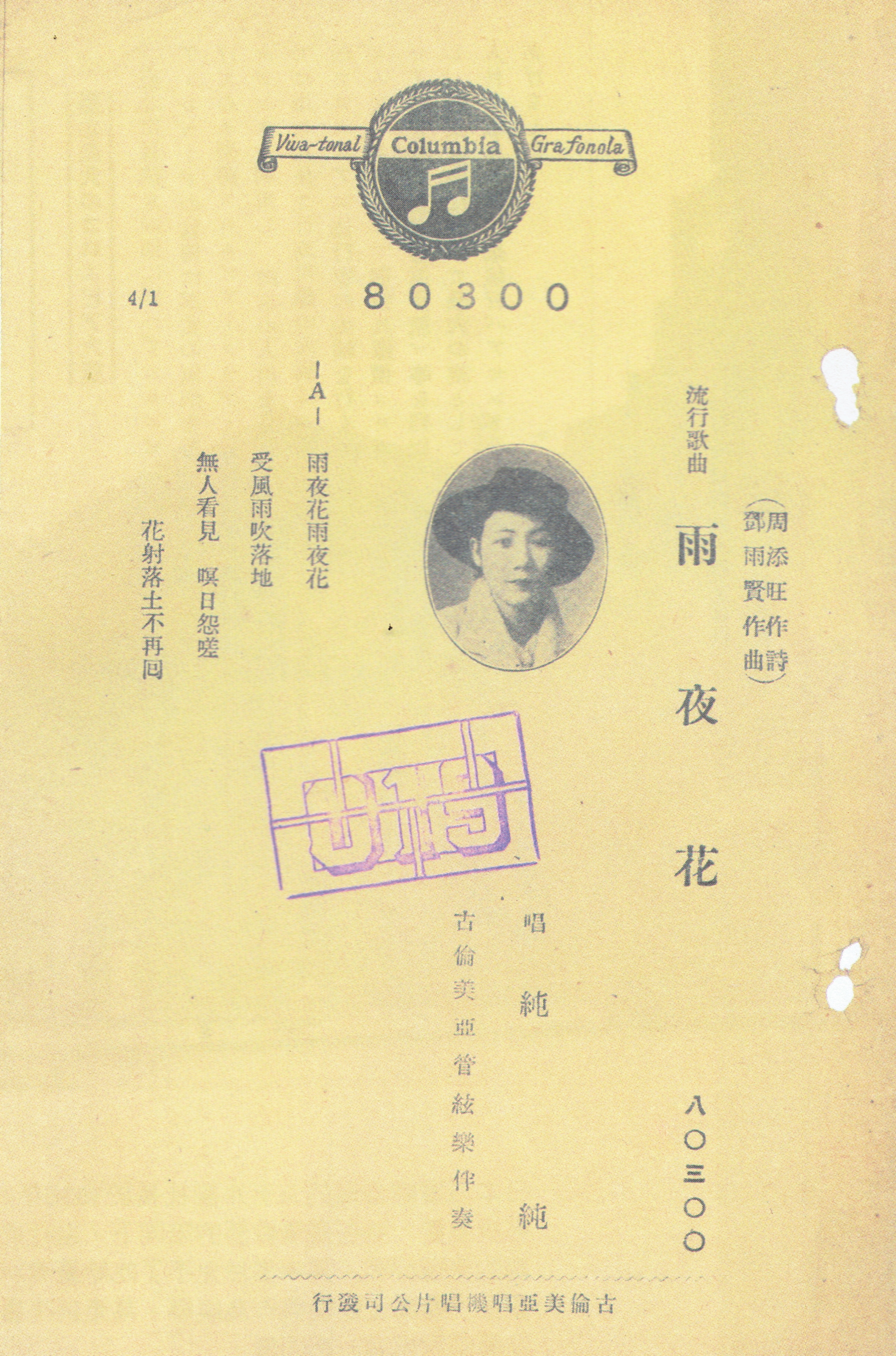
オリジナル版歌詞

1938年に台湾総督府の下で、栗原白也が作詞する軍歌・『誉れの軍夫』（霧島昇歌唱）にも改編された。日本国内でも1942年に、西條八十の作詞で、渡辺はま子が唄う『雨の夜の花』に改編された。
戦後はテレサ・テン、
鳳飛飛、胡美芳、夏川りみ、一青窈などの歌手によりカバーされた。2002年11月29日に、プラシド・ドミンゴが台湾で開催するコンサートで、江蕙と一緒にこの曲を歌った。
また、この曲に大矢弘子が新たに作詞した歌を、こまどり姉妹が「南国哀歌」として1965年に発表している。